# Moheel
Een moheel (Hebreeuws:מוהל, mv. moheeliem) is een joodse rituele besnijder die de briet mila uitvoert op de penis van een man die het joodse verbond gaat betreden. Het joodse gebod van de besnijdenis van acht-dagen oude jongetjes staat beschreven in de Thora, in Genesis 17:1-14 en Leviticus 12:1-3.
In het moderne jodendom wordt de briet mila door een speciaal hiervoor getrainde moheel uitgevoerd. Bij het ritueel hoort een preventieve maatregel waarbij bloed uit de wond moet worden gezogen. Dit om infecties tegen te gaan. In de meeste gevallen gebeurt dit met een glazen of plastic steriel buisje/pipetje. In enkele ultra-orthodoxe gemeenschappen wordt het bloed nog weggezogen met de mond.
Beginnende met aartsvader Abraham voor zijn zoon Isaak, was de briet mila de taak van de joodse vader. Maar omdat vrijwel alle vaders zich hierbij tegenwoordig niet comfortabel voelen en ongetraind zijn, geven zij hun taak ritueel door aan de moheel. Het is wel gebruikelijk dat, indien mogelijk, een moheel zijn eerste besnijdenis op zijn eigen zoon uitvoert, onder toezicht van zijn eigen leraar.
Veel moheeliem zijn ook arts of rabbijn van beroep (in sommige gevallen zelfs beide) of chazan. Niettemin dient iedere moheel een gedegen training af te leggen op zowel religieus als medisch gebied.